# Elezioni comunali in Emilia-Romagna del 2008
Il 13 e 14 aprile 2008 (con ballottaggio il 27 e 28 aprile) in Emilia-Romagna si tennero le elezioni per il rinnovo di numerosi consigli comunali.

## Bologna

### Imola
| Candidati e Liste           | Voti   | %      | Seggi |
| --------------------------- | ------ | ------ | ----- |
| Daniele Manca               | 27.446 | 61,63  | -     |
| Partito Democratico         | 21.032 | 51,33  | 18    |
| La Sinistra l'Arcobaleno    | 2.173  | 5,30   | 1     |
| Italia dei Valori           | 1.641  | 4,00   | 1     |
| Partito Socialista Italiano | 856    | 2,09   | -     |
| Adriano Gini                | 9.569  | 21,49  | 1     |
| Il Popolo della Libertà     | 7.787  | 19,00  | 5     |
| Lega Nord                   | 1.192  | 2,91   | -     |
| Antonio Pezzi               | 4.886  | 10,97  | 1     |
| Alleanza con Pezzi          | 4.048  | 9,88   | 2     |
| Giuseppe Palazzolo          | 2.632  | 5,91   | 1     |
| Palazzolo Sindaco per Imola | 2.248  | 5,49   | -     |
| Totale alle liste           | 40.977 | 100,00 | 27    |
| TOTALE                      | 44.533 | 100,00 | 30    |